# Grand Coulee (Saskatchewan)
Grand Coulee es un pueblo canadiense situado en la provincia de Saskatchewan.

## Superficie
Grand Coulee tiene una superficie de 1,74 km².

## Demografía
En 2021, tenía 606 habitantes, una densidad poblacional de 348,1 hab./km², y 209 viviendas.